# Sveagruva
Sveagruva (eller Svea) var en mineby på arkipelaget Svalbard, placeret for enden af Van Mijenfjorden på den vestlige del af Spitsbergen. Byen var den 3. største bebyggelse på øgruppen, efter Longyearbyen og Barentsburg. Det var svenskere der første gang etablerede byen i 1917. I 1944 blev området ødelagt, men blev hurtig genopført efter 2. verdenskrig.
Der var ingen permanente indbyggere i Sveagruva. Alle de ansatte boede kun midlertidig i huse og barakker imens de arbejdede med minedrift i kulminerne Svea Nord for Store Norske Spitsbergen Kulkompani.
I 2016 hentede man for sidste gang kul fra den sidste aktive mine, Svea Nord, som blev lukket i 2020. I 2018 besluttede Stortinget at afvikle minedriften i området. Naturen blev restaureret og byen blev fjernet i et projekt til 1,6 mia. norske kroner, der blev færdigt i 2024. Tre fredede bygninger fra før 1945 står tilbage.

## Transport
Sveagruva har ikke vejforbindelser til andre byer på Svalbard, og de ansatte pendler til med fly eller snescooter. Omkring 25 gange om ugen flyver flyselskabet Lufttransport fra Svea Flyveplads til Svalbard Lufthavn, Longyear med et 19-sæders Dornier 228 fly.[kilde mangler]